# Panbeh Dār Kotī
Panbeh Dār Kotī (persiska: Panbeh Zār Kotī, پنبه دار كتی, پنبه زار كتی) är en ort i Iran.   Den ligger i provinsen Mazandaran, i den norra delen av landet, 180 km nordost om huvudstaden Teheran. Antalet invånare är 445.
Terrängen runt Panbeh Dār Kotī är mycket platt. Runt Panbeh Dār Kotī är det ganska tätbefolkat, med 111 invånare per kvadratkilometer. Närmaste större samhälle är Sari, 13,7 km söder om Panbeh Dār Kotī. Trakten runt Panbeh Dār Kotī består till största delen av jordbruksmark.